# Světlá nad Sázavou
Světlá nad Sázavou är en stad i Tjeckien.   Den ligger i distriktet Okres Havlíčkův Brod och regionen Vysočina, i den centrala delen av landet, 80 km sydost om huvudstaden Prag. Světlá nad Sázavou ligger 403 meter över havet och antalet invånare är 7 037.
Terrängen runt Světlá nad Sázavou är platt åt nordost, men åt sydväst är den kuperad. Světlá nad Sázavou ligger nere i en dal.Runt Světlá nad Sázavou är det ganska tätbefolkat, med 54 invånare per kvadratkilometer. Närmaste större samhälle är Havlíčkův Brod, 14,3 km sydost om Světlá nad Sázavou. Omgivningarna runt Světlá nad Sázavou är en mosaik av jordbruksmark och naturlig växtlighet.